# Министерство внутренних дел Хорватии
Министерство внутренних дел Хорватии — министерство в правительстве Хорватии, которая отвечает за состояние безопасности. Хорватская полиция является государственной службой Министерства внутренних дел. Нынешний министр (с 9 июня 2017 года) — Давор Божинович.

## Роль
Министерство внутренних дел рассматривает административные и другие задачи, связанные со следующим:
- полиция и уголовная деятельность, которые включают защиту жизни и личной безопасности людей и имущества, а также профилактику и раскрытие преступлений;
- отслеживание и захват лиц, совершивших уголовные преступления и их приведения в компетентные органы;
- поддержание общественного порядка и защиты тех или иных лиц, граждан, сооружений и помещений;
- проведение технических исследований преступности и экспертный анализ;
- безопасность дорожного движения;
- охрана государственной границы;
- отслеживание движения и пребывания иностранцев и их прием;
- проверка проездных документов для пересечения государственной границы;
- обеспечение государственных собраний;
- по делам национальностей;
- выдача удостоверений личности и регистрации по месту жительства и месту пребывания;
- выдача водительских прав и регистрации транспортных средств;
- приобретение, хранение и ношение оружия и боеприпасов;
  - взрывных устройств и веществ;
- защита конституционного строя;
- специальные полицейские силы, задачей которых является контроль над силовыми структурами.

Министерство также отвечает за следующее: ведение учета и статистики, касающиеся внутренних дел, информационной системы внутренних дел и образование и подготовка офицеров Министерства.

## Организация
- Министерство штаб-квартирой в Загребе
  - Кабинет министра
  - Главное управление полиции
  - Управление по развитию, оборудования и поддержка
  - Управление по правовым вопросам и кадрам
  - УВД
  - Управление Европейской интеграции и международных отношений
  - УВД Спец безопасности

## Управление полиции
- Департамент общественных приказов
- Департамент безопасности дорожного движения
- Департамент по обезвреживанию взрывных устройств

### Уголовное управление полиции
- Генеральный Департамент преступности
- Военное ведомство по борьбе с терроризмом и преступностью
- Департамент организованной преступности
  - по экономическим преступлениям и коррупции
- Департамент по наркотикам
- Спец уголовный розыск
- Аналитический отдел криминальной разведки
- Группа защиты
- Департамент международного полицейского сотрудничества

### Пограничная полиция
- Департамент по соседним странам
- Департамент охраны государственной границы
- Морской департамент и полиция аэропорта
- Департамент незаконной миграции
- Центр подготовки кинологов и собак
- Приемный центр для иностранцев
- Передвижная установка для статического пограничного контроля

Следующие подразделения существует на том же уровне:
- Центр связи оперативной полиции
- Судебный центр
- Полицейская академия

## Список министров внутренних дел Хорватии
- Йосип Больковац (1990—1991)
- Онесин Цвитан (1991)
- Иван Векич (1991—1992)
- Иван Ярняк (1992—1996)
- Иван Пенич (1996—2000)
- Шиме Лучин (2000—2003)
- Марьян Млинарич (2003—2005)
- Ивица Кирин (2005—2008)
- Берислав Рончевич (2008)
- Томислав Карамарко (2008—2011)
- Ранко Остоич (2011-н.в.)